# Heteroponera brouni
Heteroponera brouni là một loài kiến thuộc họ Formicidae, đặc hữu của Đảo Bắc của New Zealand và quần đảo Three Kings.